# Amblycipitidae
Amblycipitidae är en familj av fiskar som ingår i ordningen malartade fiskar (Siluriformes). Enligt Catalogue of Life omfattar familjen Amblycipitidae 35 arter.
Arterna förekommer i vattendrag med sötvatten från Pakistan till södra Japan och på sydostasiatiska öar. Hos familjens medlemmar är ryggfenan täckt med tjock hud. De har en fettfena som kan vara sammanlänkade med stjärtfenan. Vid huvudet finns fyra par skäggtöm. Arternas sidolinjeorgan är ofullständigt.
Släkten enligt Catalogue of Life:
- Amblyceps
- Liobagrus
- Nahangbagrus
- Xiurenbagrus